# 班多拉
班多拉（Bandora），是印度果阿邦North Goa县的一个城镇。总人口12264（2001年）。

## 人口
该地2001年总人口12264人，其中男性6643人，女性5621人；0—6岁人口1250人，其中男637人，女613人；识字率70.96%，其中男性为77.36%，女性为63.39%。